# Автошлях Т 2115
Автошля́х Т 2115 — територіальний автомобільний шлях в Україні, Гусарівка — Грушуваха. Проходить територією Балаклійського та Барвінківського районів Харківської області.
Починається в селі Гусарівка Т 2110, проходить через села Завгороднє, Петрівське, і закінчується в селі Грушуваха Р79.
Загальна довжина — 34,1 км.